# Gerichtsorganisation in Österreich

Gerichtsorganisation in Österreich

Die Gerichtsorganisation in Österreich ist durch eine Zweiteilung in die ordentliche Gerichtsbarkeit (für Straf- und Zivilrecht) und die Gerichte des öffentlichen Rechts (für Verfassungs- und Verwaltungsrecht) gekennzeichnet. Im Gegensatz zu anderen Bundesstaaten war Gerichtsträger aller Gerichte der Republik Österreich der Bund. Dies änderte sich im Zuge der Umsetzung der Verwaltungsgerichtsbarkeits-Novelle 2012. Durch die Errichtung von Landesverwaltungsgerichten sind seit 1. Jänner 2014 die Länder erstmals auch an der Gerichtsbarkeit beteiligt.

## Ordentliche Gerichtsbarkeit
Die heutige Organisation der ordentlichen Gerichte in vier Stufen geht auf das Jahr 1849 zurück. Es besteht grundsätzlich ein zwei-, in besonderen Fällen (Zulassung der [außer-]ordentlichen Revision oder des Revisionsrekurses) dreistufiger Instanzenzug. Grundlage für die Gerichtsorganisation ist die 1898 in Kraft getretene Jurisdiktionsnorm.

### Bezirksgerichte
Seit 2023 gibt es in Österreich 113 Bezirksgerichte (BG).
Sie sind zuständig:
- in Zivilrechtssachen für streitige Zivilprozesse generell mit einem Streitwert von nicht mehr als 15.000 Euro; für bestimmte Sachen aber unabhängig von der Höhe des Streitwertes (z. B. Ehe- und Familiensachen, Miet- und Pachtsachen, Grenz- und Dienstbarkeitssachen, Besitzstörungssachen).
- für die meisten Angelegenheiten, die im Verfahren außer Streitsachen zu erledigen sind, wie etwa familienrechtliche Angelegenheiten (Obsorge über Kinder, Unterhalt für Kinder, Regelung des Besuchsrechtes, Adoptionen, Erwachsenenschutz (früher: Sachwalter), Verlassenschaftsabhandlungen und dgl.), Todeserklärung verschollener Personen, Kraftloserklärung (Ungültigerklärung) verlorener Wertpapiere, Streitigkeiten zwischen Miteigentümern von Liegenschaften, bestimmte Angelegenheiten des Wohnungseigentums- und Mietrechtes und Verfahren über Enteignungsentschädigungen;
- für sämtliche Exekutionen (Zwangsvollstreckungen) sowie für Insolvenzsachen von Personen, die kein Unternehmen betreiben (Privatkonkurs, sog. Schuldenregulierungsverfahren);
- in Strafsachen für Vergehen, für die nur eine Geldstrafe oder eine Freiheitsstrafe angedroht ist, deren Höchstmaß ein Jahr nicht übersteigt, hier kann der Staatsanwalt durch einen Bezirksanwalt vertreten werden;
- zur Führung des Grundbuchs.

Am Bezirksgericht entscheiden Einzelrichter oder Rechtspfleger. Letztere über die Erlassung von bedingten Zahlungsbefehlen, in Exekutions- und Insolvenzverfahren, beim Kindesunterhalt und in Grundbuchssachen. Die organisatorische Leitung obliegt dem Vorsteher des Bezirksgerichts.
In Wien gibt es zwölf allgemeine Bezirksgerichte, die jeweils für einen oder mehrere Gemeindebezirke zuständig sind, sowie ein eigenes Bezirksgericht für Handelssachen (Abkürzung: BGHS). In Graz bestanden eigene Bezirksgerichte für Zivilrechtssachen, für Strafsachen sowie ein Jugendgericht, die mit 1. Jänner 2005 zum Bezirksgericht Graz zusammengelegt wurden. Seit 1. Jänner 2007 gibt es neben diesem, das in Bezirksgericht Graz-Ost umbenannt wurde, wegen der angewachsenen Wohnbevölkerung zusätzlich das Bezirksgericht Graz-West.

### Landesgerichte und andere Gerichtshöfe erster Instanz

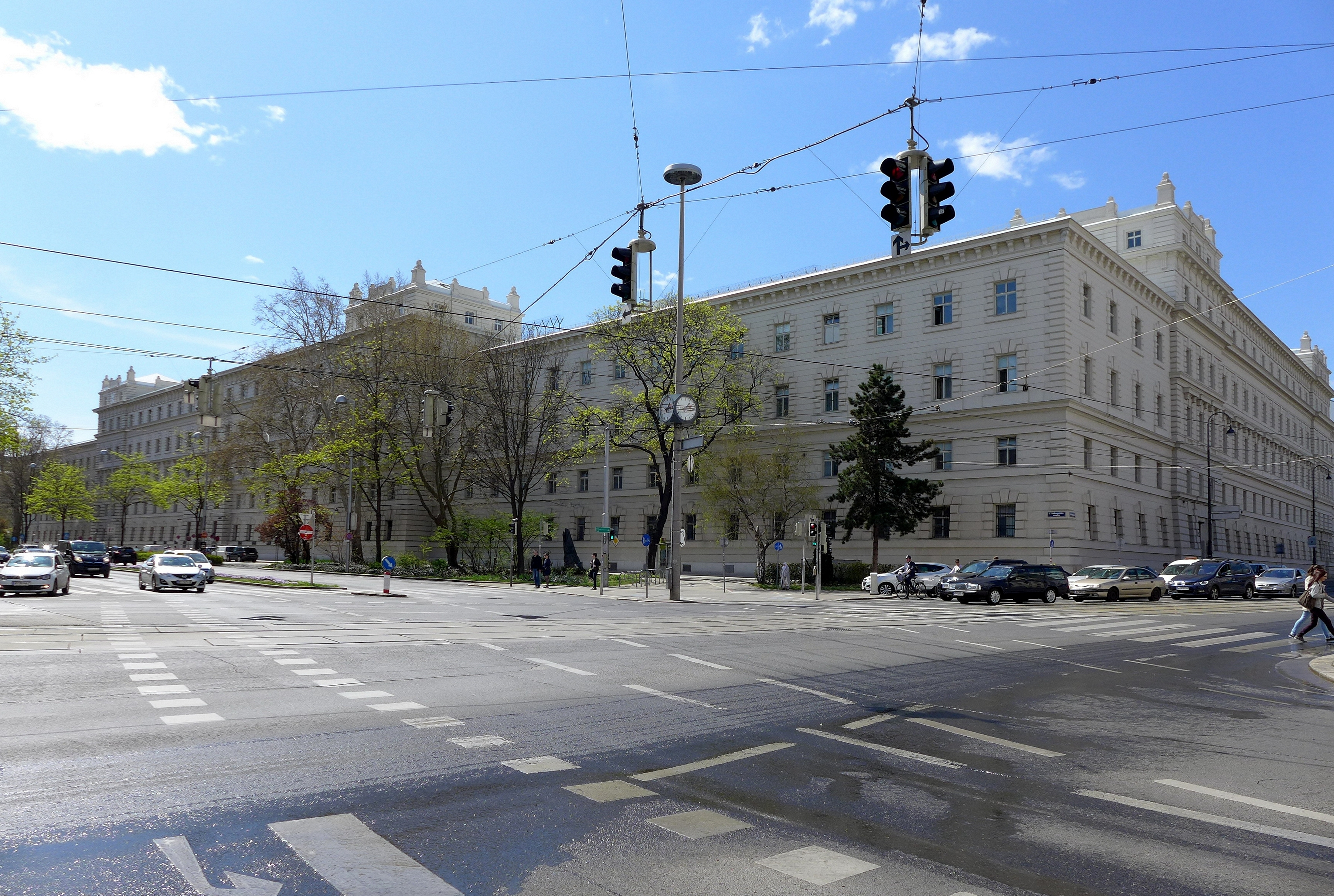
Landesgericht für Strafsachen Wien (2015), das größte ordentliche Gericht Österreichs

Es bestehen 20 Gerichtshöfe erster Instanz (GH I), nämlich die 14 Landesgerichte (LG) in Eisenstadt, St. Pölten, Korneuburg, Krems an der Donau, Wiener Neustadt, Linz, Ried im Innkreis, Steyr, Wels, Salzburg, Klagenfurt, Leoben, Innsbruck und Feldkirch, die beiden Landesgerichte für Strafsachen (LGS) in Wien und Graz, die beiden Landesgerichte für Zivilrechtssachen (LGZ) in Wien und Graz, das Handelsgericht (HG) Wien sowie das Arbeits- und Sozialgericht (ASG) Wien. Bis 2003 hatte Wien außerdem einen eigenen Jugendgerichtshof, der für Strafsachen Jugendlicher und junger Erwachsener sowohl auf Ebene des Bezirksgerichtes als auch des Gerichtshofes erster Instanz zuständig war.
Die Zuständigkeit der Landesgerichte umfasst sowohl Aufgaben der ersten als auch der zweiten Instanz.
- In Zivilrechtssachen sind die Landesgerichte in erster Instanz für alle Zivilprozesse zuständig, die nicht vor die Bezirksgerichte gehören. Dazu gehören auch alle Arbeits- und Sozialrechtssachen und Amtshaftungssachen sowie eine Reihe von Spezialmaterien. In der Regel entscheidet ein Einzelrichter. Bei einem Streitwert von mehr als 100.000 Euro können jedoch die Parteien zu Beginn des Verfahrens beantragen, dass die Sache vor einem Senat aus drei Berufsrichtern (in Handelssachen: zwei Berufsrichter und ein fachmännischer Laienrichter) verhandelt wird. In Arbeits- und Sozialrechtssachen entscheidet ein Senat, der aus einem Berufsrichter und zwei fachkundigen Laienrichtern (je einer aus dem Kreis der Dienstgeber und der Dienstnehmer) gebildet wird.
- In Strafsachen ist das Landesgericht in erster Instanz für alle Verbrechen und Vergehen zuständig, die nicht vor das Bezirksgericht gehören. Je nach Delikt entscheidet entweder
  - ein Einzelrichter,
  - ein Schöffensenat, bestehend aus einem Berufsrichter und zwei Schöffen bzw. zwei Berufsrichtern und zwei Schöffen, oder
  - das Geschworenengericht, das aus drei Berufsrichtern und acht Geschworenen gebildet wird.
Diese Formen sind streng genommen keine Organisationsform des Landesgerichtes, sondern werden dort nur gebildet: Sie sind eine Verfahrensform.
- Weiters hat das Landesgericht umfassende Kompetenzen im Ermittlungsverfahren – auch hinsichtlich jener Straftaten, für die in der Hauptverhandlung das Bezirksgericht zuständig ist.
- Bei den Landesgerichten (in Wien beim Handelsgericht) wird das Firmenbuch (früher Handelsregister) geführt. Hier entscheidet ein Einzelrichter oder ein Rechtspfleger.
- Außerdem ist das Landesgericht für Insolvenzverfahren (Konkurse, Sanierungsverfahren) zuständig, soweit diese nicht vor ein Bezirksgericht gehören.
- In zweiter Instanz entscheiden die Landesgerichte durch Senate, die aus drei Berufsrichtern (in Handelssachen: zwei Berufs- und einem fachmännischen Laienrichter) gebildet werden, als Rechtsmittelgericht über Rechtsmittel gegen Urteile und Beschlüsse der Bezirksgerichte.

An jedem für Strafsachen zuständigen Landesgericht ist eine Staatsanwaltschaft eingerichtet. Außerdem befindet sich am Sitz jedes für Strafsachen zuständigen Landesgerichts ein gerichtliches Gefangenenhaus (Justizanstalt).
Bis 1993 wurden die nicht in einer Landeshauptstadt ansässigen Landesgerichte Kreisgerichte genannt (Ausnahme: Landesgericht Feldkirch). Sie entsprechen noch heute der Kreiseinteilung der Monarchie.

### Oberlandesgerichte
Gerichtshöfe zweiter Instanz (GH II) sind die vier Oberlandesgerichte (OLG):
- Oberlandesgericht Graz (ECLI-Gerichtscode OLG0639): für Kärnten und die Steiermark;
- Oberlandesgericht Innsbruck (OLG0819): für Tirol und Vorarlberg;
- Oberlandesgericht Linz[5] (OLG0459): für Oberösterreich und Salzburg sowie
- Oberlandesgericht Wien (OLG0009): für das Burgenland, Niederösterreich und Wien; als erstinstanzliches Kartellgericht für ganz Österreich.

Als Rechtsmittelgerichte sind sie zuständig
- in Zivilrechtssachen für Berufungen und Rekurse gegen die in erster Instanz ergangenen Urteile und Beschlüsse der Landesgerichte,
- in Strafsachen für (volle) Berufungen und Beschwerden gegen Urteile und Beschlüsse, die das Landesgericht durch den Einzelrichter erlassen hat, und für Berufungen gegen die Höhe der in Urteilen des Landesgerichtes als Schöffen- oder Geschworenengericht verhängten Strafen.

Die Oberlandesgerichte entscheiden in Senaten aus drei Richtern (in Handelssachen: zwei Berufs- und einem fachmännischen Laienrichter), in Arbeits- und Sozialrechtssachen hingegen aus Senaten, die aus drei Berufs- und zwei fachkundigen Laienrichtern gebildet werden.
Das Oberlandesgericht Wien ist als Kartellgericht in erster Instanz für das ganze Bundesgebiet in Kartellrechtssachen zuständig.
Den Präsidenten der Oberlandesgerichte obliegen wichtige Agenden der Justizverwaltung.
An jedem Oberlandesgericht ist auch eine Oberstaatsanwaltschaft eingerichtet.
Die Oberlandesgerichte waren nach der Revolution von 1848/1849 im Kaisertum Österreich die Nachfolger der früheren Appellationsgerichte.

### Oberster Gerichtshof

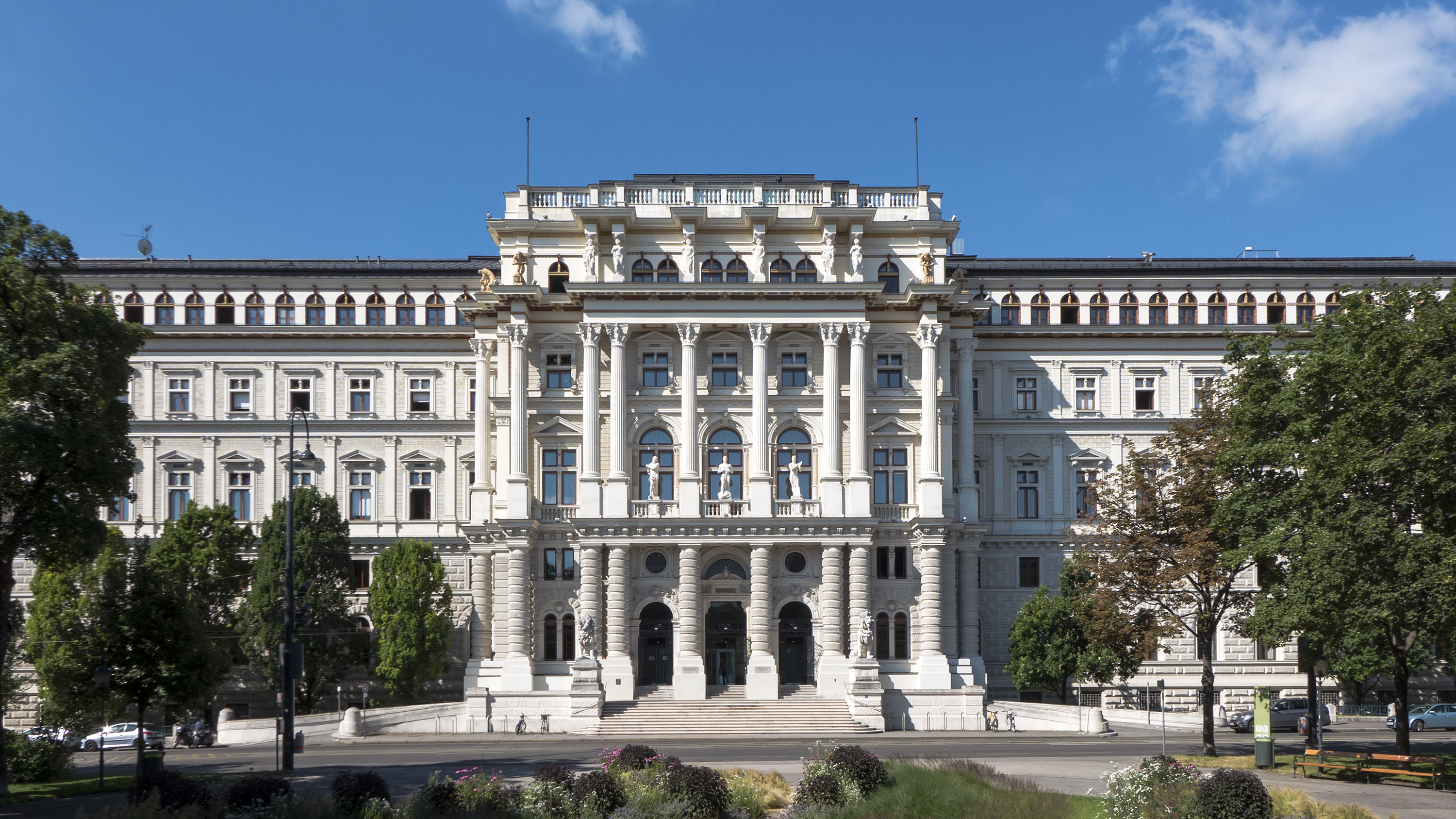
Sitz des Obersten Gerichtshofs im Justizpalast

Der Oberste Gerichtshof (OGH) in Wien ist die höchste Instanz der ordentlichen Gerichtsbarkeit. Er entstand 1848 durch Umwandlung der 1749 gegründeten Obersten Justizstelle. Er entscheidet in Zivilrechtssachen in dritter Instanz über Revisionen gegen Urteile sowie Revisionsrekurse gegen Beschlüsse. In Strafsachen erkennt er über Nichtigkeitsbeschwerden gegen Urteile der Landesgerichte als Schöffen- und Geschworenengerichte.
Der Oberste Gerichtshof entscheidet in der Regel in Senaten von fünf Richtern (Hofräten), in bestimmten Einzelfällen von drei Richtern. Derzeit bestehen zehn zivilrechtliche und fünf strafrechtliche Senate. Daneben sind noch ein Senat zur Entscheidung über Rechtsmittel gegen Entscheidungen des Kartellgerichtes sowie ein Fachsenat für Patent-, Marken- und Musterschutzsachen eingerichtet.
Über Rechtsfragen von grundsätzlicher Bedeutung erkennt ein verstärkter Senat aus insgesamt elf Richtern. In Arbeits- und Sozialrechtssachen werden auch beim OGH zwei (Fünf-Richtersenate) bzw. vier (verstärkte Senate) fachkundige Laienrichter beigezogen.
Am Obersten Gerichtshof wirkt die Generalprokuratur an allen Strafverfahren mit. Dabei schreitet sie nicht als Anklagebehörde ein, sondern vertritt die Interessen des Staates in der Rechtspflege.

### Sonderfälle Militärgerichtsbarkeit und Vollzug
Laut Art. 84 Bundes-Verfassungsgesetz darf es in Österreich nur im Kriegsfall durch ein eigenes Gesetz eine Militärgerichtsbarkeit geben. Für Strafsachen von Militärangehörigen, auch nach dem Militärstrafgesetz (MilStG), sind die ordentlichen zivilen Strafgerichte zuständig. Nur für die nach dem Heeresdisziplinargesetz (HDG) geführten Disziplinarsachen sind die militärischen Vorgesetzten (Einheitskommandanten, Disziplinarvorgesetzte) und die Bundesdisziplinarbehörde zuständig, wobei über Rechtsmittel die Verwaltungsgerichte entscheiden.
Im Strafvollzug ist der Anstaltsleiter für Ordnungswidrigkeiten die erste Instanz, in Ausnahmefällen das Bundesministerium für Justiz (geregelt im Strafvollzugsgesetz (StVG)), sonst die normale ordentliche Gerichtsbarkeit.

## Verwaltungsgerichtsbarkeit
Die Verwaltungsgerichtsbarkeit wird in Österreich
- in erster Instanz durch die Verwaltungsgerichte der Länder (Landesverwaltungsgericht) und des Bundes (Bundesverwaltungsgericht und Bundesfinanzgericht) und
- in zweiter Instanz (Revisionsinstanz) durch den 1876 geschaffenen Verwaltungsgerichtshof (VwGH) ausgeübt.

Eine Ausnahme bilden die Gemeinden: Das Rechtsmittel der Berufung ist gegen Entscheidungen im eigenen Wirkungsbereich der Gemeinde – mit Ausnahme der Gemeinde Wien – nach wie vor grundsätzlich zulässig. Eine Beschwerde an die Verwaltungsgerichte ist dann nur gegen die Entscheidung der in zweiter Instanz zuständigen Gemeindebehörde zulässig. Eine weitere Ausnahme erlaubt Art. 94 B-VG, wonach durch Gesetz an Stelle der Beschwerde an die Verwaltungsgerichte auch ein Rechtszug an die ordentlichen Gerichte eröffnet werden kann, was etwa im Patentrecht oder im Strafvollzug geschehen ist.
Gemäß Art. 144 B-VG entscheidet der Verfassungsgerichtshof über Beschwerden gegen Entscheidungen (Erkenntnisse und Beschlüsse) der Verwaltungsgerichte erster Instanz (Sonderverwaltungsgerichtsbarkeit). Diese Besonderheit ist darin begründet, dass in Österreich die Höchstgerichte (Oberster Gerichtshof, Verwaltungsgerichtshof und Verfassungsgerichtshof) gleichrangig sind und daher Entscheidungen des Verwaltungsgerichtshofes nicht mehr vom Verfassungsgerichtshof nachgeprüft werden können. Im Bereich der ordentlichen Gerichtsbarkeit gibt es keine Möglichkeit einer Verfassungsbeschwerde.
Aufgrund der Verwaltungsgerichtsbarkeits-Novelle 2012 wurde ab 1. Jänner 2014 die Verwaltungsgerichtsbarkeit erstmals in der österreichischen Rechtsgeschichte zweistufig organisiert. Zuvor war die Verwaltungsgerichtsbarkeit nur einstufig organisiert: hier konnten letztinstanzliche Bescheide vor dem Verfassungsgerichtshof (wegen Verfassungswidrigkeit) und vor dem Verwaltungsgerichtshof (wegen sonstiger Rechtswidrigkeit) durch Beschwerde angefochten werden. Da dieses Rechtsschutzsystem mit der Zeit als mangelhaft angesehen wurde, wurde eine große Zahl von Kollegialbehörden mit richterlichem Einschlag errichtet, so die Unabhängigen Verwaltungssenate (UVS) als gerichtsähnliche Instanz (B-VG-Novelle 1988, BGBl. Nr. 685/1988), der Unabhängige Bundesasylsenat (UBAS); seit 2008 Asylgerichtshof (AsylGH), der Unabhängige Finanzsenat (UFS).

## Verfassungsgerichtsbarkeit
Die Verfassungsgerichtsbarkeit in Österreich wird vom 1919 errichteten Verfassungsgerichtshof (VfGH) ausgeübt (Vorgänger war von 1869 bis 1919 das Reichsgericht). Er ist insbesondere zuständig für:
- Normenkontrolle
- Wahlgerichtsbarkeit
- Entscheidung über Ministeranklagen
- Sonderverwaltungsgerichtsbarkeit
- Kompetenzgerichtsbarkeit und Kompetenzfeststellungen

Eine Besonderheit des österreichischen Rechtssystems ist, dass der Verfassungsgerichtshof, der Verwaltungsgerichtshof und der Oberste Gerichtshof laut Verfassung auf gleicher Stufe stehen (Höchstgerichte). Wegen dieser formellen Gleichstellung ist gegen Akte der ordentlichen Gerichtsbarkeit, anders als in Deutschland, auch keine Verfassungsbeschwerde an einen Gerichtshof des öffentlichen Rechts zulässig. Die ordentlichen Gerichte, der Verwaltungsgerichtshof und die Verwaltungsgerichte können aber bei Bedenken gegen Gesetze oder Verordnungen eine Normprüfung beim Verfassungsgerichtshof beantragen.
Stellt ein ordentliches Gericht keinen Antrag auf Gesetzesprüfung an den Verfassungsgerichtshof, so kann seit 1. Jänner 2015 auch eine Person, die als Partei einer von einem solchen Gericht in erster Instanz entschiedenen Rechtssache wegen Anwendung eines verfassungswidrigen Gesetzes in ihren Rechten verletzt zu sein behauptet, aus Anlass eines gegen diese Entscheidung erhobenen Rechtsmittels ein Gesetz vor dem Verfassungsgerichtshof bekämpfen. Unter bestimmten Voraussetzungen kann eine Person ein Gesetz auch direkt beim Verfassungsgerichtshof anfechten, nämlich dann, wenn sie unmittelbar durch dessen Verfassungswidrigkeit in ihren Rechten verletzt zu sein behauptet und das Gesetz ohne Fällung einer gerichtlichen Entscheidung oder ohne Erlassung eines verwaltungsbehördlichen Bescheides für sie wirksam geworden ist.

## Geschichte
Die neue Organisation der ordentlichen Gerichtsbarkeit entstand infolge der Revolution von 1848/49 und wurde bis 1854 durch verschiedene Rechtsakte umgesetzt.

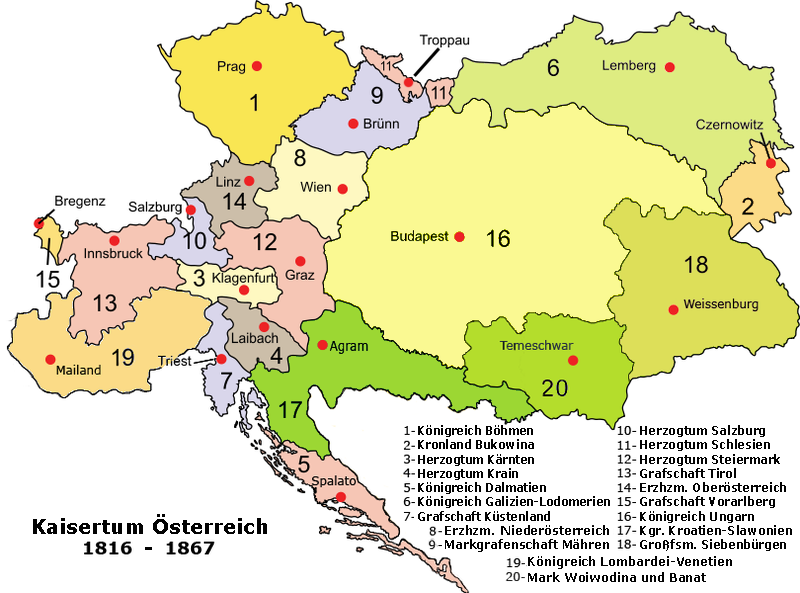
Kaisertum Österreich

| Kronländer                              | OLG                | Gerichtshöfe I. Instanz | Gerichtshöfe I. Instanz | Gerichtshöfe I. Instanz | BG Pr    |
| Kronländer                              | OLG                | LG                      | KG CG                   | H(S)G                   | BG Pr    |
| --------------------------------------- | ------------------ | ----------------------- | ----------------------- | ----------------------- | -------- |
| Ö unter der Enns Ö ob der Enns Salzburg | Wien               | Wien Linz Salzburg      | 4 3 –                   | Wien                    | 78 46 20 |
| Steiermark Kärnten Krain                | Graz               | Graz Klagenfurt Laibach | 2 – 1                   | –                       | 66 28 30 |
| Tirol                                   | Innsbruck          | Innsbruck               | 4                       | –                       | 71       |
| Küstenland                              | Triest             | Triest                  | 2                       | Triest (HSG)            | 30       |
| Dalmatien                               | Zara               | Zara                    | 3                       | –                       | 31       |
| Böhmen                                  | Prag               | Prag                    | 14                      | Prag                    | 230      |
| Mähren Schlesien                        | Brünn              | Brünn Troppau           | 5 1                     | –                       | 77 22    |
| Galizien Bukowina                       | Krakau             | Krakau                  | 3                       | –                       | 69       |
| Galizien Bukowina                       | Lemberg            | Lemberg Czernowitz      | 5 –                     | –                       | 120 15   |
| Ungarn                                  | Pesth              | Ofen; Pesth             | 7 CG                    | Pesth                   | 46       |
| Ungarn                                  | Ödenburg           | Ödenburg                | 7 CG                    | –                       | 56       |
| Ungarn                                  | Pressburg          | Pressburg               | 6 CG                    | –                       | 58       |
| Ungarn                                  | Eperies            | Kaschau                 | 7 CG                    | –                       | 52       |
| Ungarn                                  | Großwardein        | Großwardein             | 5 CG                    | –                       | 36       |
| Siebenbürgen                            | Hermannstadt       | Hermannstadt            | 9                       | –                       | 79       |
| Wojwodschaft und Banat                  | Temesvár           | Temesvár                | 4                       | –                       | 29       |
| Kroatien                                | Agram (Banaltafel) | Agram                   | 3 CG                    | –                       | 46       |
| Lombardo-Venetien                       | Mailand            | Mailand 2 +8            | –                       | Mailand                 | 79 Pr    |
| Lombardo-Venetien                       | Venedig            | Venedig 2 +7            | –                       | Venedig (HSG)           | 78 Pr    |
| Summe                                   | 19                 | 24+19                   | 95                      | 6                       | 1492     |
| Summe                                   | 19                 | 144                     |                         |                         | 1492     |

Es gab 19 Oberlandesgerichte (die weiteren in Klagenfurt und Linz bestanden nur bis 1854).
Allgemeine Gerichtshöfe I. Instanz hießen in Hauptorten Landesgerichte, außerhalb Kreisgerichte (bzw. Comitatsgerichte in Ungarn und Kroatien; Ausnahme Lombardo-Venetien: nur Landesgerichte); daneben gab es eigenständige Handels- bzw. Handels- und Seegerichte.
Bei den Bezirksgerichten waren drei Arten zu unterscheiden:
- städtisch delegierte Gerichte (158)
- eigenständige Gerichte (14; auch die 138 Präturen in Lombardo-Venetien)
- gemischte Bezirksämter (Stuhlrichterämter in Ungarn, Präturen in Dalmatien), die auch Rechtsprechungsaufgaben wahrnahmen (1182).

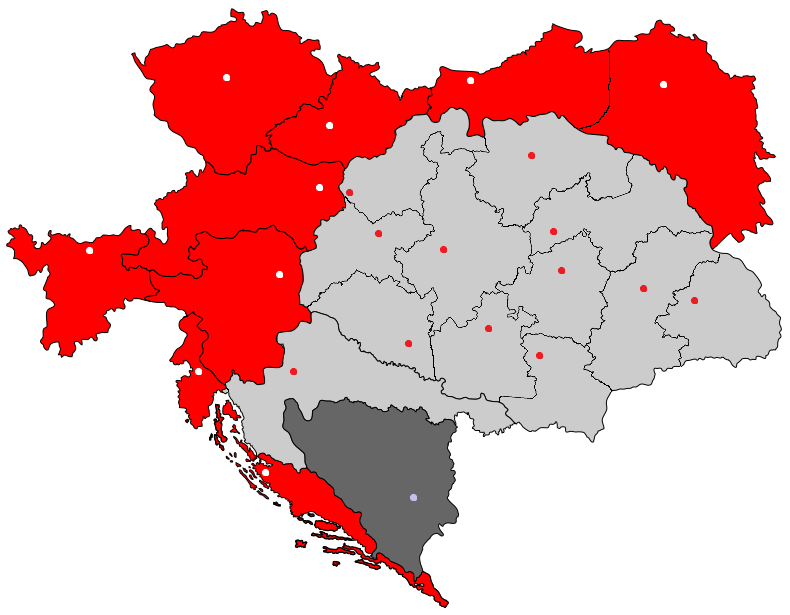
Österreich-Ungarn, Sprengel der Oberlandesgerichte und Gerichtstafeln 1890

Nach Wiederherstellung der Kurie in Ungarn 1861, Einrichtung der Septemviral-Tafel in Kroatien 1862 sowie dem Verlust von Lombardo-Venetien 1866 blieben bis 1918 neun Oberlandesgerichtssprengel (Wien, Graz, Innsbruck, Triest, Zadar, Prag, Brünn, Krakau, Lemberg).
In Ungarn (einschließlich Slowakei, Siebenbürgen und Banat) bestanden unter der Königlichen Kurie (ungarisch Királyi Kúria) sechs, dann zwei, ab 1890 elf Gerichtstafeln (itélőtáblák; Budapest, Győr, Pécs, Szeged, Debreczen; Pozsony, Kassa; Nagyvárad, Temesvár, Kolozsvár, Marosvásárhely), Gerichtshöfe (törvényszékek) und Bezirksgerichte (járásbiróságok); in Kroatien unter der Septemviral-Tafel (kroatisch Stol sedmorice) die Banaltafel (Banski stol), Gerichtstafeln (sudbeni stolovi) und Bezirksgerichte (kotarski sudovi). In Bosnien existierte ab 1879 das Obergericht (Vrhovni sud) in Sarajevo (einschließlich Scharia-Obergericht), darunter Kreis- und Bezirksgerichte.
Zur Gefällsgerichtsbarkeit seit 1836 siehe Gefällsstrafrecht; zur Verfassungsgerichtsbarkeit ab 1869 siehe Reichsgericht (Österreich); zur Verwaltungsgerichtsbarkeit ab 1876 siehe Verwaltungsgerichtshof (Österreich).